# 法集論
『法集論』（ほっしゅうろん、巴: Dhamma-sangani、ダンマサンガニ）とは、パーリ仏典論蔵の第1論。

## 構成
- 0.論母（Mātikā）
- 1.心生起品（Cittuppāda-kaṇḍaṃ）
- 2.色品（Rūpa-kaṇḍaṃ）
- 3.概説品（Nikkhepa-kaṇḍaṃ）
- 4.義釈品（Aṭṭhakathā-kaṇḍaṃ）

## 日本語訳
- 『南伝大蔵経』 大蔵出版